# Gernot Tegetmeyer
Gernot H. Tegetmeyer (* 18. Dezember 1957 in Graz) ist ein deutscher politischer Aktivist österreichischer Herkunft, der zur verfassungsschutzrelevanten islamfeindlichen Szene  in  Bayern zählt. Er war Generalsekretär der inzwischen aufgelösten rechtspopulistischen Kleinpartei „Die Freiheit“ und Veranstalter des Nürnberger Ablegers von Pegida. Das Bayerische Landesamt für Verfassungsschutz (BayLfV) hebt Tegetmeyer mehrfach in seinen Publikationen wie beispielsweise den Verfassungsschutzberichten von 2015, 2016, 2017 und 2018 namentlich hervor.

## Werdegang
Tegetmeyer verbrachte seine Kindheit in St. Margarethen an der Raab und wechselte im Alter von sechs Jahren nach Deutschland, wo er eingebürgert wurde. Tegetmeyer war früher Polizist. Er ist mit einer bulgarischen Frau verheiratet, in Fürth-Dambach betrieb er ein Transportunternehmen.

## Politische Aktivitäten
Der rechtskräftig wegen Volksverhetzung verurteilte Michael Stürzenberger, gemäß BayLfV „die zentrale Person der verfassungsschutzrelevanten islamfeindlichen Szene in Bayern“, motivierte Tegetmeyer, politisch aktiv zu werden. Bis zu seinem Parteiaustritt in der zweiten Jahreshälfte 2015 war Tegetmeyer stellvertretender Landesvorsitzender des bayerischen Landesverbands der Partei „Die Freiheit“, die gemäß dem BayLfV verfassungsschutzrelevante islamfeindliche Bestrebungen verfolgte und 2013 vom BStMI als verfassungsfeindlich eingestuft worden war.
Nach einer von Tegetmeyer und Stürzenberger mit der Partei Die Republikaner ausgehandelten gegenseitigen Unterstützung bei den Kommunalwahlen in Bayern 2014 kandidierte Tegetmeyer erfolglos auf deren Liste für den Stadtrat von Fürth. Im November 2014 trat Tegetmeyer als Redner bei einer HoGeSa-Demo in Hannover auf und sprach dort vom „bewaffneten Kampf“.
Von Februar 2015 an trat Tegetmeyer zunächst als Redner bei „Nügida“ und dann mehrfach als Versammlungsleiter von Demonstrationen von „Pegida Nürnberg“ auf, wobei sich die Teilnehmerzahlen zunächst im Bereich von rund 150 Demonstranten bewegten. Das BayLfV sah zahlreiche tatsächliche Anhaltspunkte dafür, dass die Gruppe um Tegetmeyer extremistische Bestrebungen verfolge, die dem Phänomenbereich der verfassungsschutzrelevanten Islamfeindlichkeit zuzuordnen seien. Anfang 2016 stiegen die Teilnehmerzahlen kurzzeitig auf bis zu 200 Personen, um dann wieder auf rund 50 Personen zu sinken. An den Kundgebungen von Pegida Nürnberg nahmen nach Beobachtungen des BayLfV regelmäßig auch Rechtsextremisten teil, obwohl Versammlungsleiter Tegetmeyer Rechtsextremisten bei Veranstaltungen von Pegida Nürnberg als unerwünscht bezeichnet hatte. Die Nürnberger Nachrichten (NN) schrieben bezüglich der Wortwahl der Redner bei Pegida Nürnberg von „Hetze und Herabwürdigung“: Tegetmeyer als einer der Hauptredner nutzte den aus der nationalsozialistischen Volkstumspolitik stammenden Begriff einer angeblich stattfindenden „gewaltigen Umvolkung“ und prophezeite, dass „wir in spätestens 15 bis 20 Jahren […] eine Minderheit im eigenen Land“ seien. Bei einer weiteren Pegida-Veranstaltung propagierte Tegetmeyer gar einen „Genozid an unserem Volk“. Tegetmeyer hetzte laut der NN-Analyse in seinen Reden dezidiert gegen Migranten, insbesondere aber gegen Menschen türkischer Herkunft. Demnach beschwor er den Sieg der Kriegskoalition gegen die Truppen des Osmanischen Reichs vor Wien im 17. Jahrhundert. Doch mittlerweile wäre trotz dieses Sieges der „Feind […] mitten unter uns“.
Im November 2016 mussten wegen eines von Tegetmeyer angemeldeten Pegida-Umzugs mehrere St. Martinszüge ausfallen; betroffen waren mehrere hundert Kinder.
Bei einer Demonstration von „Pegida Nürnberg/Pegida Mittelfranken“ am 20. Januar 2018 in Nürnberg setzte Tegetmeyer den Islam mit dem Salafismus gleich und negierte die Möglichkeit moderater Auslegungen.
Auch bei Veranstaltungen der rechtspopulistischen Bürgerbewegung Pax Europa trat Tegetmeyer als Redner auf. 2016 lud Tegetmeyer in Altdorf bei Nürnberg als Protest gegen einen Dialogabend von Christen und Muslimen zu einer Demonstration unter dem Titel „Keine Islamschweinerei in Altdorf“ ein. Im September 2018 wurde Tegetmeyer auf einer vom Compact-Magazin in Garmisch-Partenkirchen veranstalteten Konferenz anlässlich des „Volksbegehren Grenzschutz“ von Jürgen Elsässer und den beiden mehrfach rechtskräftig verurteilten Straftätern Tommy Robinson und Lutz Bachmann zum „Patrioten des Jahres“ ernannt. Zu den Rednern zählte auch Martin Sellner, weitere Teilnehmer der Konferenz waren u. a. Karl Albrecht Schachtschneider, Uli Henkel, Franz Bergmüller, Michael Stürzenberger und Gerhard Wisnewski. Im Oktober 2018 versuchte Tegetmeyer gemeinsam mit Michael Stürzenberger eine Wiederbelebung des Münchner Ablegers von Pegida, zu der nach Angaben der Süddeutschen rund 45 Teilnehmer bei gleichzeitig der zehnfachen Anzahl von Gegendemonstranten erschienen.